# 9421 Violilla
A 9421 Violilla (ideiglenes jelöléssel 1995 YM2) a Naprendszer kisbolygóövében található aszteroida. Stephen P. Laurie fedezte fel 1995. december 24-én.